# Lejkówka dębikowa
Lejkówka dębikowa (Clitocybe dryadicola (J. Favre) Harmaja) – gatunek grzybów z rzędu pieczarkowców (Agaricales).

## Systematyka i nazewnictwo
Pozycja w klasyfikacji według Index Fungorum: Clitocybe, Incertae sedis, Agaricales, Agaricomycetidae, Agaricomycetes, Agaricomycotina, Basidiomycota, Fungi.
Po raz pierwszy opisał go Jules Favre w 1955 roku jako odmianę lejkówki jadowitej (Clitocybe rivulosa var. dryadicola). W 1976 r. Harri Harmaja podniósł go do rangi gatunku. Synonimy:
- Clitocybe alnetorum var. dryadicola (J. Favre) Raithelh. 1996
- Clitocybe rivulosa var. dryadicola J. Favre 1955

Nazwę polską zaproponował Władysław Wojewoda w 2003 r. W książkach spotykana jest też nazwa lejkówka biaława odmiana dębikowa.

## Morfologia
Kapelusz
Średnica 8–40 mm, wodochłonny, początkowo łukowaty, potem płaskołukowaty z podwiniętym, czasem nieco wklęsły z tępym garbem, starsze okazy pofalowane. Brzeg biały i włochaty, niekarbowany. Powierzchnia gładka, matowa, u młodych okazów biała, czasami delikatnie oszroniona, u starszych błyszcząca, tłusta, jasnokremowożóltawa, jasnobeżowa, siwawa.
Blaszki
Średnio gęste, szerokie i szeroko przyrośnięte do słabo zbiegających, początkowo białawe, potem kremowe. Ostrza gładkie, regularne.
Trzon
Wysokość 1–4 cm, grubość 2–4 mm, walcowaty lub pałkowaty, zwykle krzywy, sprężysty, początkowo watowaty, potem pusty. Powierzchnia biaława, włóknista, pod blaszkami jaśniejsza.
Miąższ
Cienki, sprężysty, miękki, białawy o nieco grzybowym smaku i zapachu.
Cechy mikroskopowe
Zarodniki szeroko elipsoidalne, bezbarwne, gładkie, 4,8–5,4 × 2,4–3,6 µm, Q: 1,4-2. Podstawki cylindryczne, 24–27,6 × 4,8–6 µm, z 4 sterygmami i sprzążką bazalną. Cystyd brak. Końce strzępek w warstwie korowej skórki trzonu kręte. Przegrody ze sprzążkami.

## Występowanie i siedlisko
Podano nieliczne stanowiska w Ameryce Północnej, Europie i Azji. W Polsce do 2024 r. podano jedno tylko stanowisko na Przełęczy między Kopami w Tatrach w 2002 r. Jest to pierwsze stanowisko tego gatunku w Karpatach, wcześniej w Europie podawany był tylko z Alp.
Naziemny grzyb saprotroficzny. Występuje w wysokich partiach gór wśród krzewinek dębika ośmiopłatkowego, na wapiennym podłożu. Nie jest jednak związany z dębikiem ośmiopłatkowym mykoryzą, wspólne występowanie tych gatunków prawdopodobnie spowodowane jest specyficznymi cechami podłoża.